# Mahamadou Issoufou
Mahamadou Issoufou (Dandaji, 1º gennaio 1952) è un politico nigerino.
È stato Presidente del Niger dal 2011 al 2021. In precedenza è stato Primo ministro dall'aprile 1993 al settembre 1994 e presidente dell'Assemblea Nazionale dal 1995 al 1996.
È stato leader del Partito Nigerino per la Democrazia e il Socialismo (PNDS-Tarayya), un partito a indirizzo socialdemocratico, dalla sua fondazione nel 1990 fino alla sua elezione come presidente del Niger nel 2011. Durante la presidenza di Mamadou Tandja (1999 - 2010) è stato il principale leader dell'opposizione.

## Biografia
Issoufou, di etnia Hausa, è nato a Dandaji nel dipartimento di Tahoua. Ingegnere, ha lavorato come direttore nazionale delle miniere dal 1980 al 1985 prima di diventare segretario generale della Compagnia Mineraria del Niger (SOMAIR). Ha due mogli: Aïssata Issoufou e Malika Issoufou Mahamadou.

### Le elezioni presidenziali del 1993 e la nomina a primo ministro
Nel febbraio 1993 si sono tenute in Niger le prime elezioni legislative e presidenziali multipartitiche. Nelle elezioni parlamentari il partito di Issoufou, il PNDS, ha vinto 13 seggi nell'Assemblea Nazionale, uno dei quali andò a Issoufou stesso, candidato per il collegio di Tahoua.
Insieme agli altri partiti di opposizione, il PNDS si unì a una coalizione, l'Alleanza di Forze per il Cambiamento (AFC). Questa coalizione deteneva la maggioranza dei seggi nell'Assemblea Nazionale. Successivamente, nel febbraio del 1993, Issoufou si presentò come candidato del PNDS alle elezioni presidenziali, dove si piazzò terzo con il 15,92% dei voti. Al ballottaggio del 27 marzo l'AFC scelse di sostenere il secondo classificato Mahamane Ousmane, che vinse le elezioni sconfiggendo Mamadou Tandja, il candidato del Movimento Nazionale per lo Sviluppo della Società (MNSD). Issoufou diventa primo ministro il 17 aprile 1993.

### Conflitto, coabitazione e arresto: 1994-1999
Il 28 settembre 1994 Issoufou si dimette in risposta ad un decreto presidenziale della settimana precedente che attenua i poteri del primo ministro e il PNDS si ritira dalla coalizione di maggioranza. Ousmane convoca nuove elezioni parlamentari da tenersi nel gennaio del 1995. Issoufou ed il PNDS si alleano con i loro vecchi oppositori, il MNSD, e nel gennaio 1995 questa coalizione vince con una maggioranza risicata di seggi; Issoufou viene eletto presidente dell'Assemblea Nazionale.
La vittoria delle opposizioni porta ad una coabitazione tra il presidente Ousmane ed un governo sostenuto da una maggioranza parlamentare che gli si oppone; il risultato è una impasse politica. Con l'aggravarsi della tensione tra il presidente Ousmane e il governo, il 26 gennaio 1996 Issoufou chiede alla Corte Suprema di rimuovere Ousmane dal proprio incarico per presunta incapacità di governare. Il giorno dopo, il 27 gennaio 1996, Ibrahim Baré Maïnassara prende il potere con un colpo di Stato militare. Issoufou, insieme al presidente Ousmane e al primo ministro Hama Amadou, viene arrestato e posto agli arresti domiciliari fino all'aprile 1996. La tesi del governo militare fu che il colpo di Stato era stato reso necessario dagli errori nel sistema politico e che tale sistema doveva essere cambiato.
Issoufou si piazza quarto (con il solo 7,60% dei voti) nelle controverse elezioni presidenziali dell'8 luglio 1996, che consegnano a Maïnassara un'ampia vittoria. Come altri tre candidati dell'opposizione, viene messo agli arresti domiciliari il secondo giorno delle elezioni per due settimane. Successivamente, si rifiuta di incontrare Maïnassara e, senza successo, si appella alla Corte Suprema per far annullare le elezioni, mentre il PNDS organizza manifestazioni. Con un altro leader del PNDS, Mohamed Bazoum, viene messo nuovamente ai domiciliari il 26 luglio, i due sono rilasciati per sentenza di un giudice il successivo 12 agosto. A seguito di una manifestazione pro-democratica tenutasi l'11 gennaio 1997, lui, Ousmane e Tandja sono nuovamente agli arresti fino al 23 gennaio successivo.

### Leader dell'opposizione: 1999-2010
Maïnassara viene ucciso durante un nuovo colpo di Stato militare nell'aprile 1999 e nuove elezioni sono convocate entro l'anno. Nel primo turno delle elezioni presidenziali, tenutosi in ottobre, Issoufou si piazza secondo con il 22,97% dei voti. Nel ballottaggio di novembre ottiene il 40,11% dei voti e viene pertanto battuto da Mamadou Tandja (59,89%). Al ballottaggio era stato appoggiato dagli altri candidati sconfitti al primo turno Hamid Algabid, Moumouni Adamou Djermakoye e Ali Djibo, mentre Tandja aveva il supporto di Ousmane. Già all'annuncio dei risultati provvisori che annunciano la vittoria di Tandja, Issoufou accetta il risultato e si congratula con l'avversario.
Nelle elezioni parlamentari del 1999 Issoufou viene nuovamente eletto all'Assemblea Nazionale come candidato del PNDS per il collegio di Tahoua.
Nuovamente, nelle elezioni presidenziali del 2004 ottiene il 24,60% dei voti e si piazza secondo dopo Tandja, che lo sconfigge nuovamente al ballottaggio, tuttavia il risultato è notevole per Issoufou, che riesce ad aumentare il proprio consenso (34,47%) nonostante gli altri candidati sconfitti al primo turno sostengano Tandja. Issoufou nella propria campagna elettorale prende di mira la corruzione, accusa Tandja di usare denaro pubblico per la propria campagna elettorale e di irregolarità elettorali, dichiarando successivamente che le elezioni sono state meno trasparenti di quelle del 1999.
Nelle elezioni parlamentari del 2004 Issoufou viene nuovamente eletto all'Assemblea Nazionale come candidato del PNDS per il collegio di Tahoua.

#### La crisi politica del 2009
Nel 2009 il PNDS si oppone fortemente al tentativo di Tandja di tenere un referendum costituzionale per il varo di una nuova Costituzione che gli consenta di concorrere alle elezioni indefinitamente. In una manifestazione dell'opposizione del 9 maggio 2009 a Niamey, Issoufou accusa Tandja di volere una Costituzione che gli consenta di stare al potere per sempre e di volere l'instaurazione di "una dittatura e una monarchia".. Il 4 giugno 2009, come leader del Fronte per la Difesa della Democrazia (FDD), la coalizione delle opposizioni, annuncia una protesta anti-referendum da tenersi il 7 giugno successivo nonostante il divieto delle autorità.
Come parte della disputa costituzionale, Tandja assume poter d'emergenza il 27 giugno. Accusando Tandja di" violare la Costituzione e [...] di abdicare ad ogni legittimazione politica e morale", Issoufou invita le forze armate ad ignorare i suoi ordini e richiede un urgente intervento della comunità internazionale Issoufou viene confinato al proprio domicilio dalla polizia paramilitare dell'esercito il 30 giugno, interrogato e rilasciato dopo circa un'ora. Uno sciopero generale nazionale indetto dall'FDD viene tenuto il successivo 1º luglio ma ottiene, stando alla stampa, solo un successo parziale.
Nonostante un'opposizione furiosa e numerosi inviti al suo boicottaggio, il referendum viene tenuto il 4 agosto 2009 e ha successo. Parlando l'8 agosto, poco dopo l'annuncio dei risultati, Issoufou giura che l'opposizione "resiste e combatte contro questo colpo di Stato messo in atto dal presidente Tandja e contro il suo tentativo di instaurare una dittatura nel paese".
Il 14 settembre 2009 Issoufou viene accusato di appropriazione indebita di fondi e rilasciato su cauzione, ma dichiara di essere stato accusato per motivi politici. Successivamente lascia il paese. Il 29 ottobre 2009 vengono spiccati dalle autorità nigerine mandati di cattura internazionali per lui e Hama Amadou e il 30 ottobre Issoufou ritorna a Niamey dalla Nigeria per "cooperare con la giustizia".
Tandja viene estromesso dal potere nel febbraio 2010 da un colpo di Stato e un nuovo governo di transizione militare consente ai leader dell'opposizione di rientrare in politica per prepararsi alle elezioni del 2011. In un'assemblea del novembre 2010 il PNDS designa Issoufou suo candidato alle elezioni presidenziali del gennaio 2011. Issoufou dichiara nell'occasione che "il momento è giunto, le condizioni sono buone" e invita i membri del partito a "trasformare queste condizioni in voti nell'urna". Alcuni osservatori considerano Issoufou il candidato favorito alla vittoria.

### La presidenza: 2011
Issoufou vince le elezioni presidenziali e viene nominato presidente il 7 aprile 2011. Succede a Salou Djibo, in carica come presidente del Consiglio Supremo per la Restaurazione della Democrazia dal 19 febbraio 2010. Ha nominato Brigi Rafini come primo ministro.
Nel luglio 2011 viene sventato un complotto per il suo assassinio; un maggiore, un tenente e tre altri militari sono stati arrestati.
Il 25 marzo 2016 è ufficializzata la sua conferma alla presidenza del Niger in seguito a un ballottaggio contro Hama Amadou, vinto con il 92% dei voti.

## Onorificenze

### Onorificenze nigerine
Personalmente è stato insignito dei titoli di: